# Фордергорнбах
Фордергорнбах (нім. Vorderhornbach) —  громада округу Ройтте у землі Тіроль, Австрія.
Фордергорнбах лежить на висоті 974 м над рівнем моря і займає площу 17,28 км². Громада налічує 261 мешканців.
Густота населення 15/км².
|                                        |
| Фордергорнбах на мапі округу та землі. |

 Адреса управління громади: Nr. 60, 6645 Vorderhornbach.